# Cattedrale del Cuore Immacolato di Maria (Weno)
La cattedrale del Cuore Immacolato di Maria (in inglese: Immaculate Heart of Mary Cathedral) è la chiesa cattedrale di Weno, nelle Isole Caroline, ed è la sede della diocesi delle Isole Caroline. La chiesa sorge nel villaggio di Tannuk, nella municipalità di Weno, capitale dello stato di Chuuk, uno degli Stati Federati di Micronesia.

## Storia
La prima chiesa edificata a Tannuk risale al 1915 e venne realizzata da missionari gesuiti tedeschi. Nel 1946 venne eretta una nuova chiesa in legno, con annessa la sede centrale della missione di Chuuk. Nello stesso anno le suore mercedarie stabilirono presso la missione una scuola dedicata a Santa Cecilia.
In seguito la sede della missione gesuita venne riedificata in modo da essere ingrandita e venne aggiunta un'ala alla chiesa di Tannuk. La nuova missione e la chiesa rinnovata vennero solennemente dedicate al Cuore Immacolato di Maria nell'agosto del 1951.
Alla fine degli anni Sessanta venne dedicata la nuova cattedrale di Tannuk. Nel 1973 il vescovo Martin Joseph Neylon spostò a Tannuk la residenza episcopale.